# 190P/Mueller
190P/Mueller, komet Jupiterove obitelji.